# Travisiopsis lumbricoides
Travisiopsis lumbricoides är en ringmaskart som beskrevs av Reibisch 1895. Travisiopsis lumbricoides ingår i släktet Travisiopsis och familjen Typhloscolecidae. Inga underarter finns listade i Catalogue of Life.